# Авъл Алиен
Авъл Алиен (на латински: Aulus Allienus; † след 43 пр.н.е.) e политик и военачалник на Римската република през края на 1 век пр.н.е. Произлиза от фамилията Алиении.
Той е приятел на Цицерон. През 62 пр.н.е. е квестор в провинция Македония. През 60 пр.н.е. е легат при брата на Цицерон Квинт Тулий Цицерон в римската провинция Азия.
През 55 пр.н.е. той е народен трибун. Неговите колеги са Публий Аквил Гал, Гай Атей Капитон, Гай Фабий, Мамилий, Секст Педуцен, Луций Росций Фабат и Гай Требоний. С още четири свои колеги той изработва закона lex Mamilia Roscia Alliena Peducaea Fabia.
Той става претор през 49 пр.н.е. на Сицилия. През гражданската война е на страната на Гай Юлий Цезар и управлява от 48 до 46 пр.н.е. като проконсул провинцията Сицилия. Помага на Цезар с войска в Северна Африка.
След убийството на Цезар той е със сенаторската партия и е легат при цезаровия заговорник Гай Требоний, който тогава е проконсул на провинция Азия. . След убийството на Требоний в началото на 43 пр.н.е. от войниците на цезарианеца Публий Корнелий Долабела той се включва при Долабела и става негов легат.
Долабела се съюзява с Клеопатра VII и го изпраща през 43 пр.н.е. в Египет. Авъл Алиен трябва да вземе стационираните там четири легиона и ги заведе при Долабела за битките му против Гай Касий Лонгин. Обаче тези легиони попадат в ръцете на Касий, което му помага в победата му против Долабела (юли 43 пр.н.е.).
След 43 пр.н.е. Авъл Алиен не се споменава повече в източниците.